# De rest van de dag
De rest van de dag (Engels: The Remains of the Day) is een historische roman uit 1989 van de Japans-Britse auteur Kazuo Ishiguro.

## Verhaal
Een gepensioneerd Amerikaans Congreslid koopt in 1958 het Britse landgoed Darlington Hall op. Hij behoudt de butler James Stevens. Als Stevens een brief ontvangt van de voormalige huishoudster Sally Kenton, besluit hij haar op te zoeken. Hij wil haar overtuigen om opnieuw in dienst te gaan op Darlington Hall.